# Actinopterygii (classification classique)

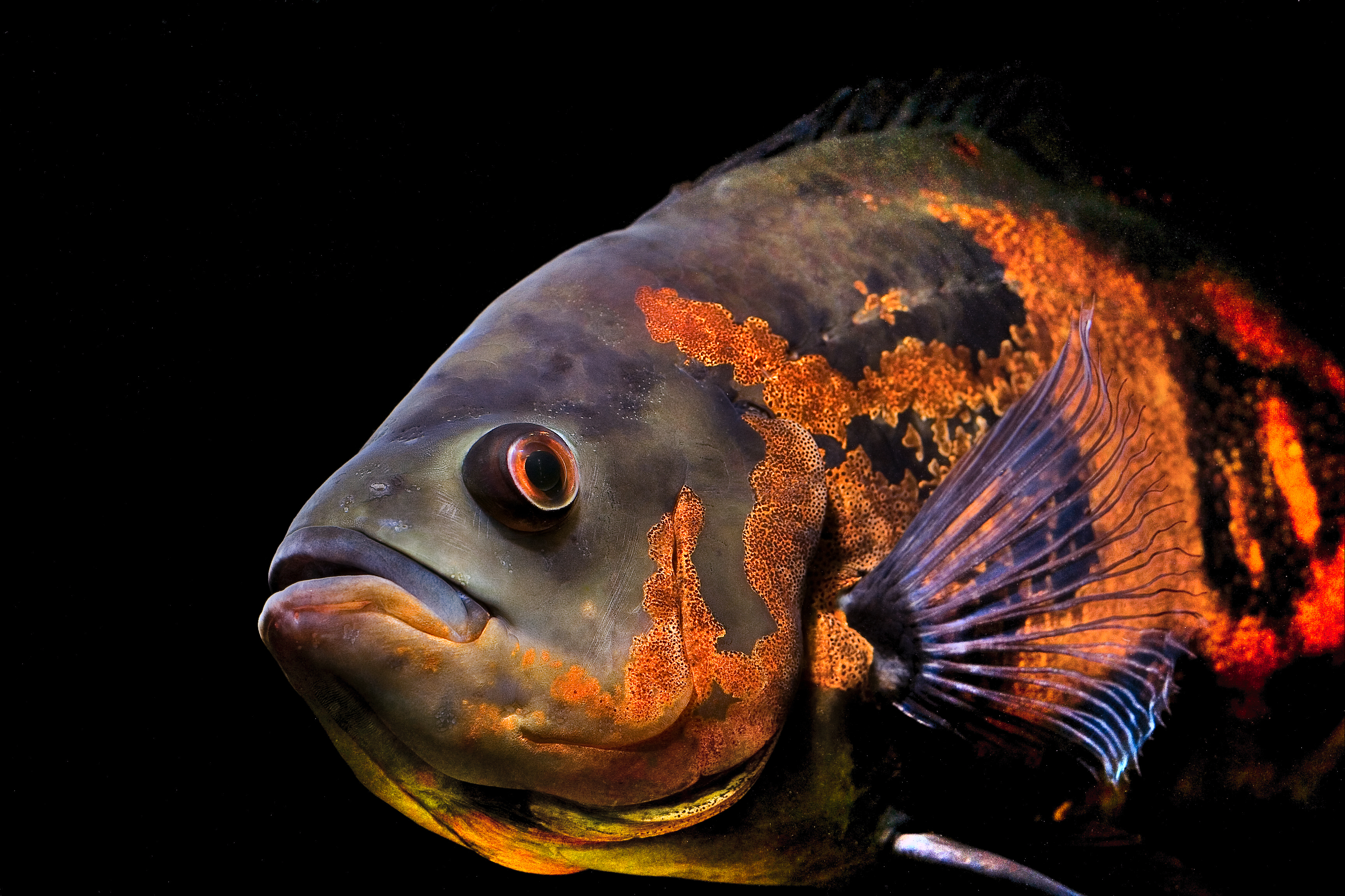
Astronotus ocellatus (Teleostei, Perciformes, Cichlidae)

Pour l'article principal, voir Actinopterygii.

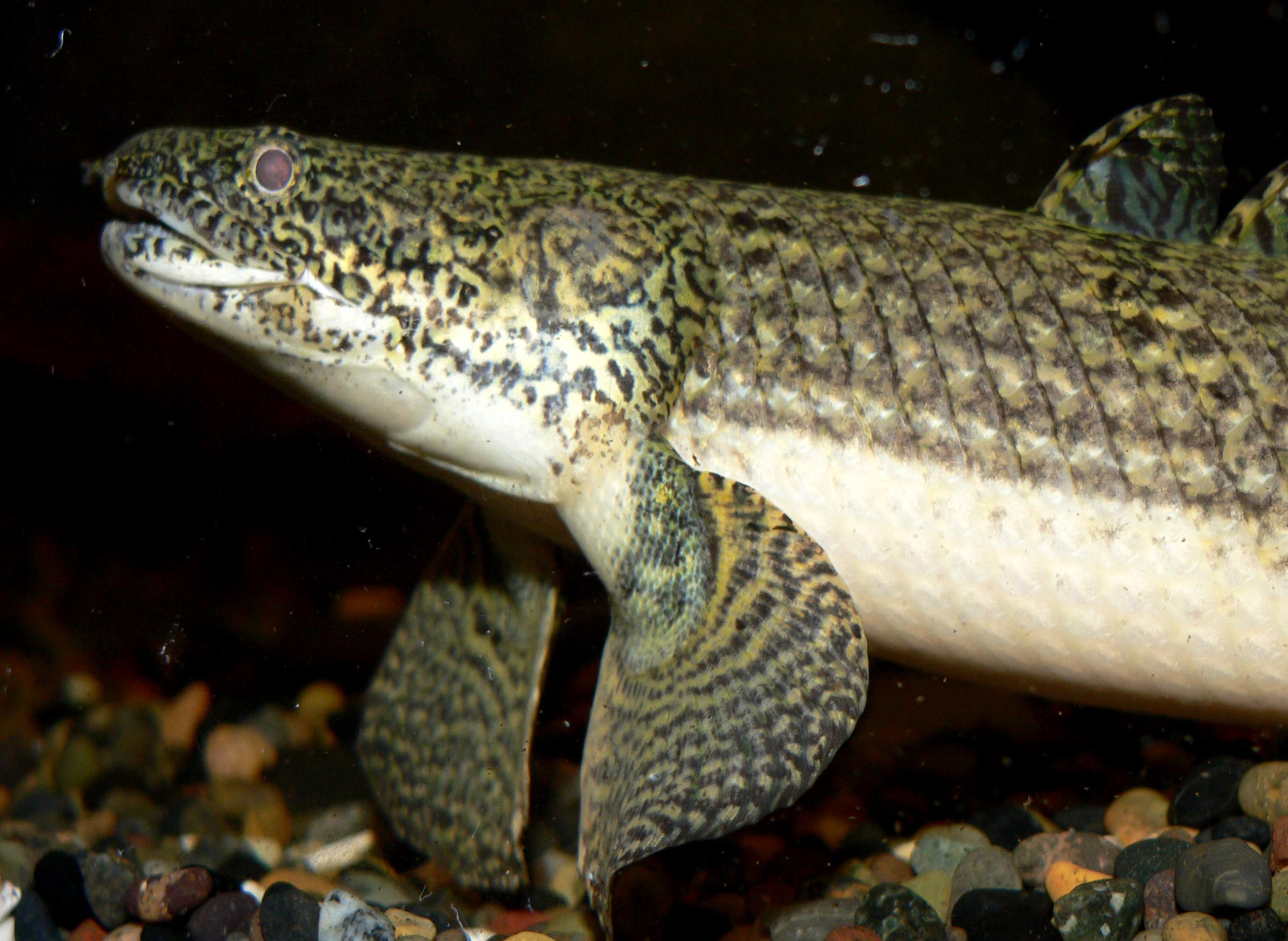
Polypterus weeksii (Polypteriformes)

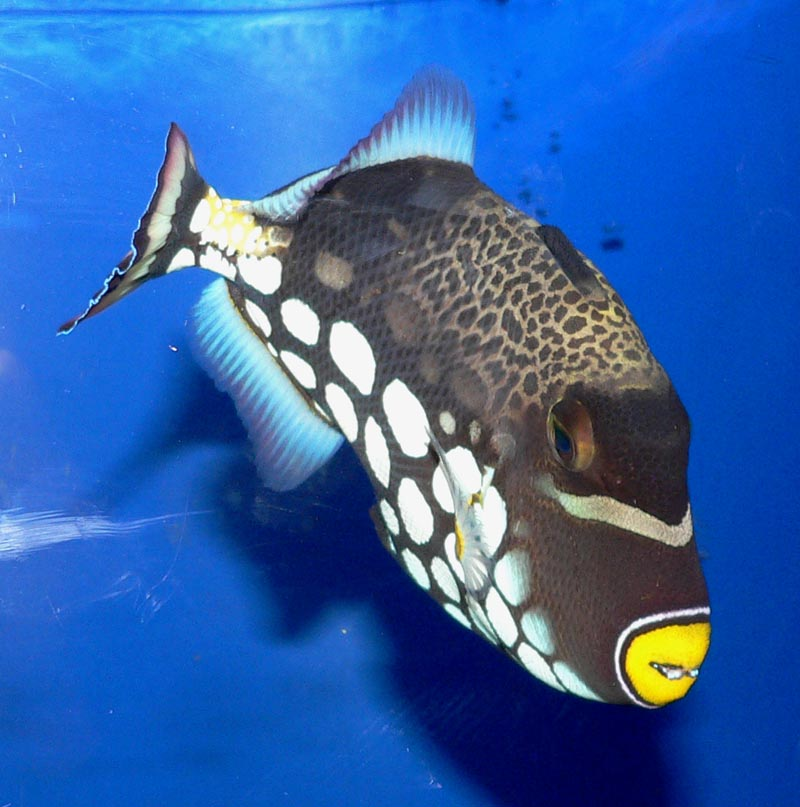
Baliste (Balistoides conspicillum, Teleostei, Tetraodontiformes, Balistidae)

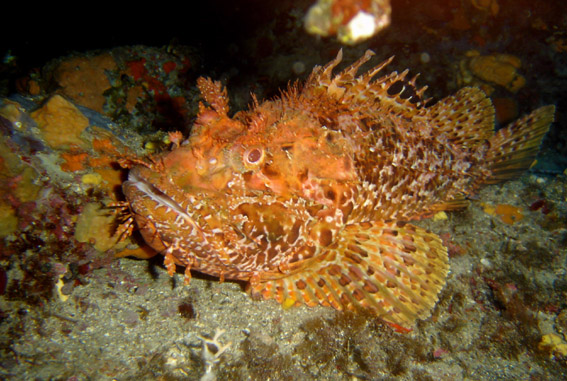
Rascasse rouge (Scorpaena scrofa, Teleostei, Scorpaeniformes, Scorpaenidae)

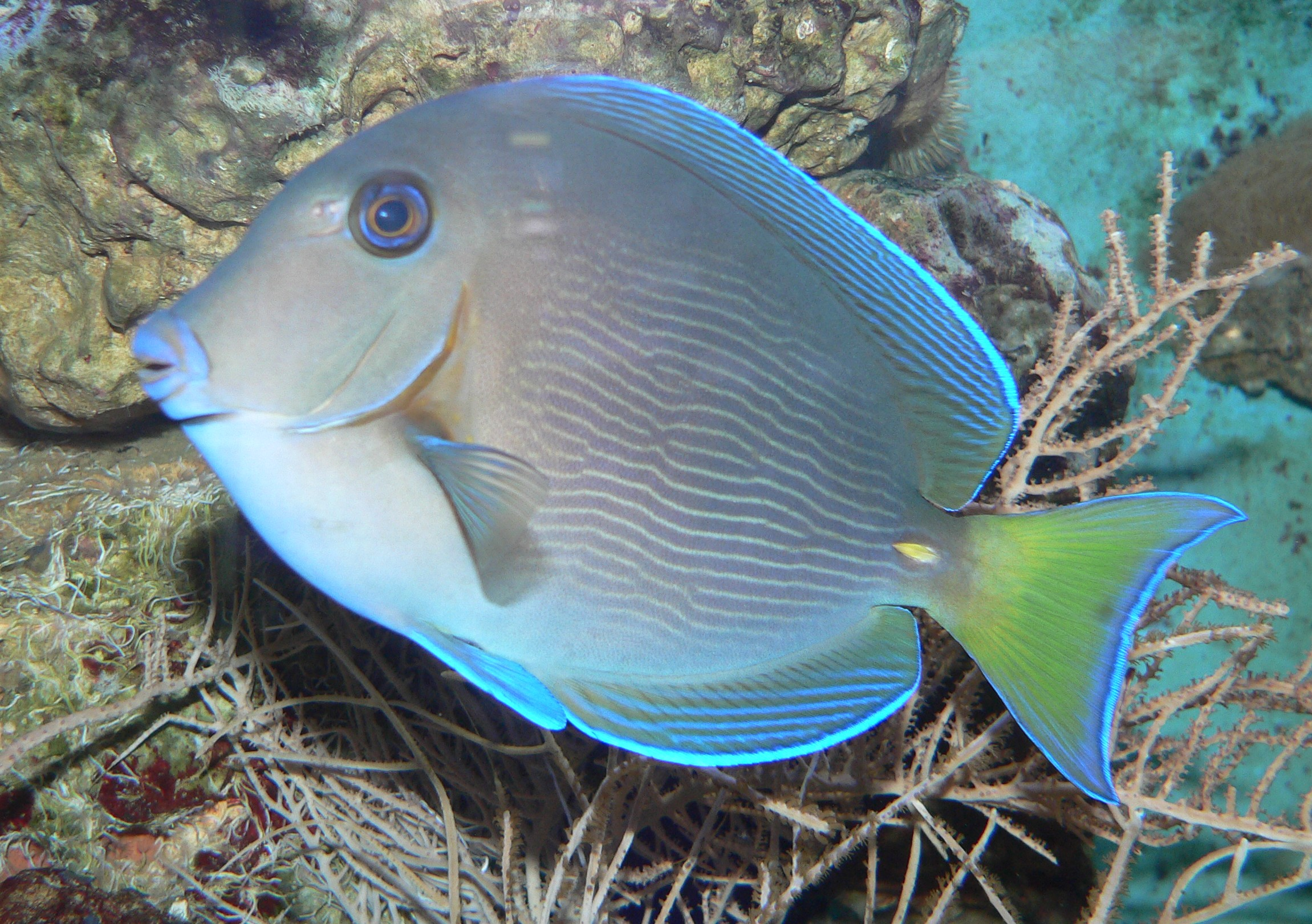
Chirurgien (Ctenochaetus hawaiiensis, Teleostei, Perciformes, Acanthuridae), à Hawaii

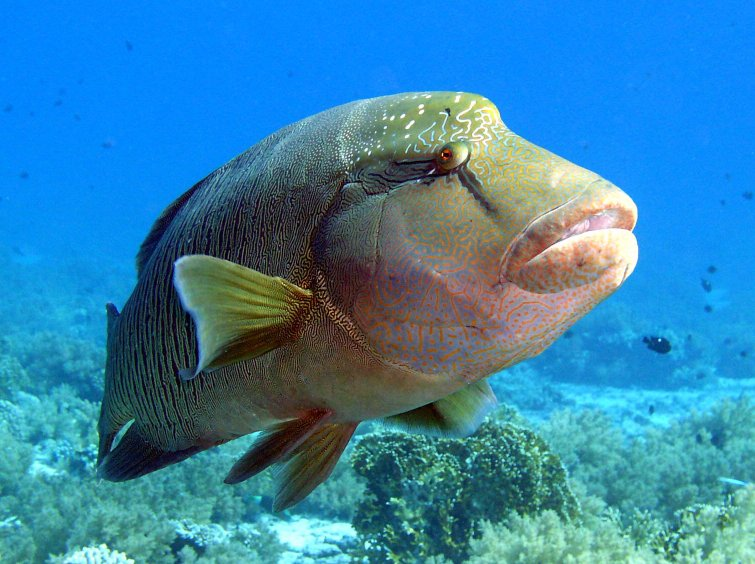
Napoléon (Cheilinus undulatus, Teleostei, Perciformes, Labridae)

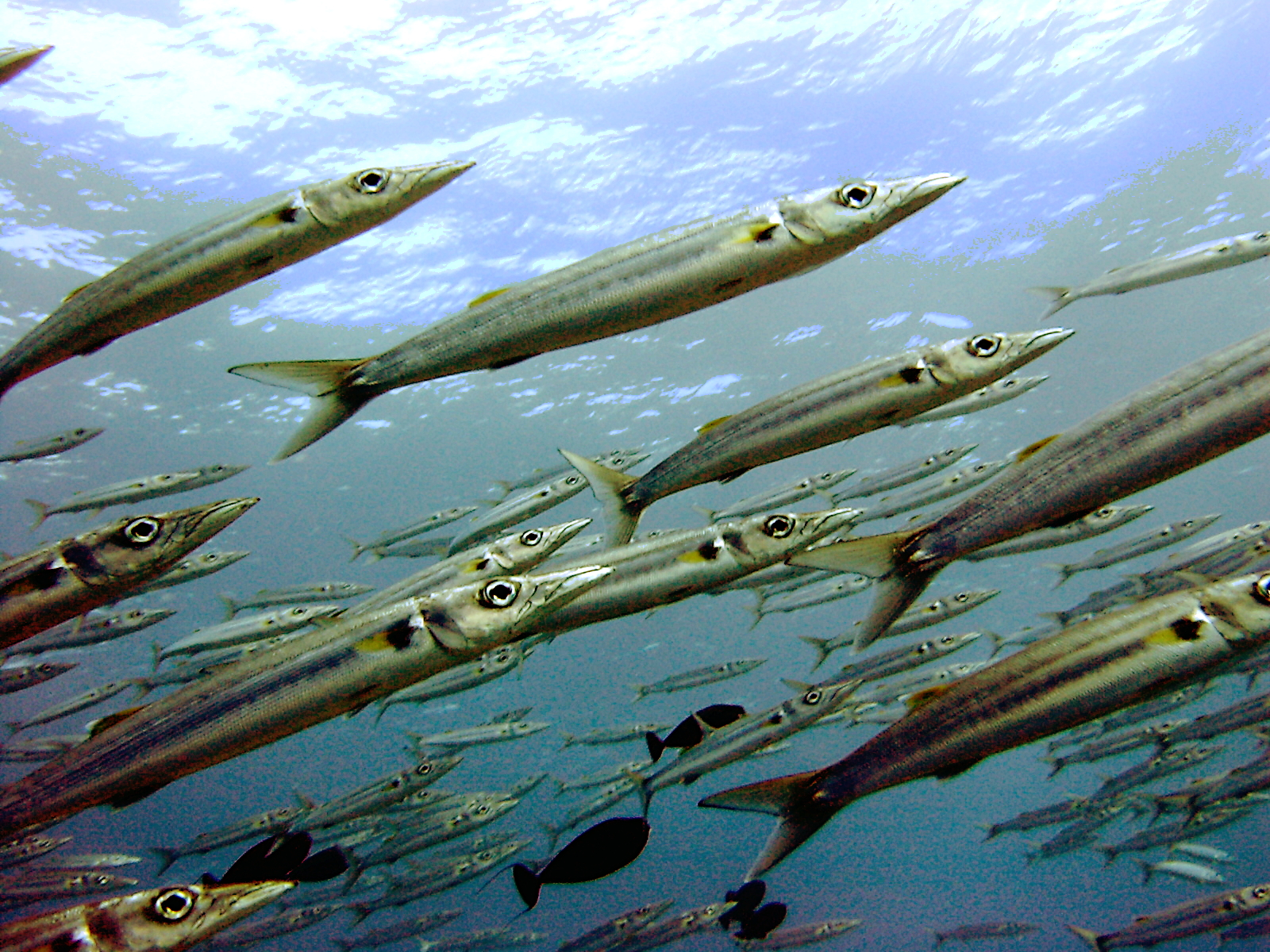
Barracuda (Sphyraena forsteri, Teleostei, Perciformes, Sphyraenidae)

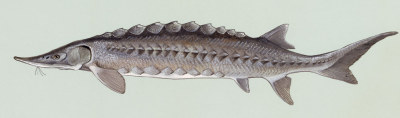
Esturgeon (Acipenser oxyrinchus oxyrinchus, Acipenseriformes, Acipenseridae)

Cette page a pour objet de présenter un arbre taxinomique sous forme classique des Actinopterygii (ou Actinopterygiens), c’est-à-dire un arbre regroupant les taxa constituant ce groupe en fonction de leurs affinités morpho-physiologiques et de leurs liens de parenté supposés. Cet arbre présente aussi bien les organismes encore existants aujourd'hui que les groupes éteints (incluant les groupes fossiles).

## Arbre taxinomique résumé
Classe Actinopterygii
- Sous-Classe Chondrostei
  - Ordre Acipenseriformes
- Sous-Classe Neopterygii
  - Infra-Classe Holostei
  - Infra-Classe Teleostei
    - Super-Ordre Acanthopterygii
      - Ordre Perciformes

    - Super-Ordre Clupeomorpha
    - Super-Ordre Cyclosquamata
    - Super-Ordre Elopomorpha
      - Ordre Anguilliformes

    - Super-Ordre Lampridiomorpha
    - Super-Ordre Ostariophysi
      - Ordre Siluriformes

    - Super-Ordre Osteoglossomorpha
    - Super-Ordre Paracanthopterygii
    - Super-Ordre Polymyxiomorpha
    - Super-Ordre Protacanthopterygii
      - Ordre Salmoniformes

    - Super-Ordre Scopelomorpha
    - Super-Ordre Sternopterygii

## Arbre taxinomique développé
Classe Actinopterygii
- Sous-Classe Chondrostei
  - Ordre Acipenseriformes
  - Ordre Polypteriformes
- Sous-Classe Neopterygii
  - Infra-Classe Holostei
    - Ordre Amiiformes
    - Ordre Semionotiformes

  - Infra-Classe Teleostei
    - Super-Ordre Acanthopterygii
      - Ordre Atheriniformes
      - Ordre Béloniformes
      - Ordre Beryciformes
      - Ordre Cyprinodontiformes
      - Ordre Gasterosteiformes
      - Ordre Mugiliformes
      - Ordre Perciformes
      - Ordre Pleuronectiformes
      - Ordre Scorpaeniformes
      - Ordre Stephanoberyciformes
      - Ordre Synbranchiformes
      - Ordre Tetraodontiformes
      - Ordre Zeiformes

    - Super-Ordre Clupeomorpha
      - Ordre Clupeiformes

    - Super-Ordre Cyclosquamata
      - Ordre Aulopiformes

    - Super-Ordre Elopomorpha
      - Ordre Albuliformes
      - Ordre Anguilliformes
      - Ordre Elopiformes
      - Ordre Notacanthiformes (nommé Notacanthoidei sous Albuliformes par ITIS)
      - Ordre Saccopharyngiformes

    - Super-Ordre Lampridiomorpha
      - Ordre Lampridiformes

    - Super-Ordre Ostariophysi
      - Ordre Characiformes
      - Ordre Cypriniformes
      - Ordre Gonorynchiformes
      - Ordre Gymnotiformes
      - Ordre Siluriformes

    - Super-Ordre Osteoglossomorpha
      - Ordre Osteoglossiformes
      - Ordre Hiodontiformes (inconnu de ITIS)

    - Super-Ordre Paracanthopterygii
      - Ordre Batrachoidiformes
      - Ordre Gadiformes
      - Ordre Lophiiformes
      - Ordre Ophidiiformes
      - Ordre Percopsiformes

    - Super-Ordre Polymyxiomorpha
      - Ordre Polymixiiformes

    - Super-Ordre Protacanthopterygii
      - Ordre Esociformes
      - Ordre Osmeriformes
      - Ordre Salmoniformes

    - Super-Ordre Scopelomorpha
      - Ordre Myctophiformes

    - Super-Ordre Sternopterygii
      - Ordre Ateleopodiformes
      - Ordre Stomiiformes